# Flambování

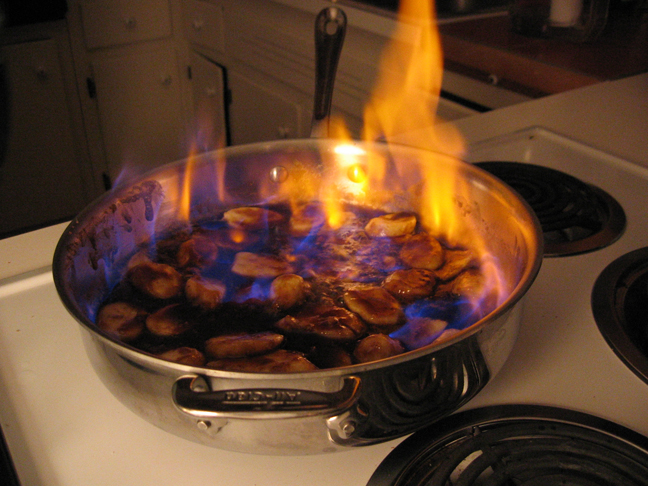
Flambování banánů

Flambování (z fr. flamber = hořet) je opalování některých pokrmů různě aromatizovaným alkoholem (koňakem, likérem, rumem, vodkou). Tato úprava zlepšuje vzhled nebo chuť pokrmu.
Flambování spočívá v tom, že se malé množství alkoholu, kterým se polije obsah pánve, následně zapálí a nechá hořet tak dlouho, až se alkohol spálí a ve flambovaném pokrmu zůstane jen složení šťávy, v níž veškerý přebytek tuku byl spálen a spotřebován plamenem. Zapálit se dají páry z nápoje, jehož teplota vzplanutí je nižší než teplota okolní, pro pokojovou teplotu 25 °C je to asi 45 % objemových alkoholu (méně koncentrované likéry je třeba před zapálením ohřát).
Při flambování je nutno dbát na bezpečnost a snížit riziko vzniku nehod. Například rozlití hořícího destilátu na keridon, nebo příliš prudké vzplanutí alkoholu a následné popálení.